# Альбертский колледж искусств и дизайна
Альбертский колледж искусств и дизайна (англ. Alberta College of Art + Design) расположен в городе Калгари провинции Альберта, Канада. Несмотря на название, имеет право выдавать дипломы со степенью бакалавра. Является одним из четырех высших учебных заведений Канады, выдающих дипломы в области прикладного искусства и дизайна (остальные: Институт искусств и дизайна Эмили Карр в Ванкувере, Онтарийский колледж искусства и дизайна в Торонто и Колледж искусства и дизайна Новой Шотландии в Галифаксе).
В 2009—2010 учебном году в колледже обучалось 1318 студентов, при этом 4,7 % студентов приехали в Канаду из других стран.

## История
Колледж был основан в 1926 году на северных холмах (Норт-Хилл) недалеко от реки Боу-Ривер и поначалу являлся частью провинциального института технологий и искусства (в настоящее время носящего название Института технологий Южной Альберты. В 1985 году колледж отделился от института и получил название Колледжа искусств Альберты, а в 1995 году в названии появилось слово дизайн.
В том же году колледж получил от министерства улучшения образования и развития карьеры правительства Альберты аккредитацию на вручение степени бакалавра в области прикладного искусства для студентов, окончивших четырехгодичную программу колледжа. Еще через пять лет, в 2000 году колледж получил возможность присуждать степень бакалавра и в области дизайна.

## Кампус
В 1973 году специально для колледжа было спроектировано здание общей площадью более 20 тыс. м².